# Путешествие муравья
«Путеше́ствие муравья́» — советский рисованный мультипликационный фильм режиссёра Эдуарда Назарова, который также написал сценарий этого мультфильма по мотивам сказки Виталия Бианки «Как муравьишка домой спешил».
Мультфильм выпущен студией «Союзмультфильм» в 1983 году.

## Сюжет
Любопытный муравей забрался на берёзу, и порыв ветра унёс его на листке далеко от муравейника. Ему надо добраться домой до захода солнца, иначе он не сможет попасть внутрь. Всё бы ничего, но путь осложняет травмированная лапка. Угрозы укусить только распугивают членов насекомого сообщества: всех, кроме клопа, который усмехается реакции муравья на противный запах.
Ковыляя домой, он замечает, как насекомые собрались вокруг ловушки личинки муравьиного льва, чтобы посмотреть, как будет съедена блошка. Муравей спасает её от верной гибели, за что та сама везёт его на себе, уворачиваясь от клюва птицы, а потом подсаживает муравья на сенокосца. Не сумевшая никого поймать птица хватает уже известного клопа, но тут же бросает его, на что тот усмехается и ползёт в траву. Тогда птица съедает личинку муравьиного льва.
Сенокосец везёт муравья, но от раскачивания на его длинных ногах муравью становится плохо, и сенокосец пересаживает его на пробегавшую жужелицу. Жужелица сначала бежит не в ту сторону, и муравей пытается укусить её за жёсткий панцирь. Тогда она разворачивается и бежит обратно, напугав сенокосца. В следующий момент им вслед прыгает паучок, пытаясь поймать. Жужелица в ответ на это сбрасывает муравья, ловит паучка и утаскивает с собой, чтобы съесть. Муравей падает на кузнечика, который в очередной раз безуспешно пытается признаться в любви другому кузнечику (кобылке), но от упавшего ему на спину муравья кузнечик машинально совершает прыжок. Компенсируя кузнечику неудавшееся свидание, муравей целует его, и тот от неожиданности роняет муравья в озеро, где, приземлившись на язык жабы, муравью приходится укусить её, чтобы она его не съела.
Упавшего в воду муравья подбирают водомерки, которые, играя им и перебрасывая со спинки на спинку, переправляют его на другой берег. Вылезший из норки майский жук, нехотя и ворча «Эх, молодёжь», подбрасывает муравья на родную берёзу. Последние метры домой он преодолевает, вцепившись за гусеницу-листовёртку, выпустившую для смягчения падения паутину и которой далеко не по душе такой способ перемещения. В конце концов муравей оказывается дома и, оглядывая бескрайнюю лесную даль, забегает в последний открытый лаз. За время отсутствия муравья его товарищи обороняют тлей от божьей коровки, обрызгав её кислотой, а потом выгоняют чужих муравьёв из своего муравейника.

## Над фильмом работали
- Автор сценария, кинорежиссёр и художник-постановщик: Эдуард Назаров
- Кинооператор: Михаил Друян
- Звукооператор: Борис Фильчиков
- Художники-мультипликаторы: Наталия Богомолова, Галина Зеброва, Владимир Зарубин
- Художники: Игорь Олейников, Виктор Чугуевский, Геннадий Морозов, Елена Качкова, Р. Панова
- Ассистент режиссёра: Татьяна Лытко
- Монтажёр: Маргарита Михеева
- Редактор: Раиса Фричинская
- Директор съёмочной группы: Нинель Липницкая

Все роли в мультфильме озвучил Эдуард Назаров.

## Награды
- 1984 — VI МФ анимационных фильмов в Загребе — Первая премия в категории детских фильмов